# Ден Баркер
Ден Ба́ркер (англ. Dan Barker; нар. 25 червня 1949, Санта-Моніка, Каліфорнія) — американський правозахисник, музикант, композитор та письменник. Відомий своїми виступами за відокремлення церкви від держави.

## Біографія
Баркер походить з індіанського племені делаварів. Навчався в євангелістському університеті, після закінчення якого працював пастором. Створив і виконував чимало музичних творів на релігійну тематику. З часом у Баркера виробилося критичне ставлення до релігії. 1984 року публічно заявив про свої атеїстичні погляди. Разом з дружиною Енні Лаурі Гайлор очолює Фундацію свободи від релігії, правозахисної організації, яка виступає за відоремлення церкви від держави. Виступав з інтерв'ю на «Freethought Radio». Є членом Товариства Прометея (Prometheus Society). Неодноразово виступав з лекціями в Гарвардському університеті.

## Твори

### Книжки
- The Good Atheist: Living a Purpose-Filled Life Without God (2011), Ulysses Press, ISBN 1569758468
- godless: How an Evangelical Preacher Became One of America's Leading Atheists (2008), Ulysses Press, ISBN 1569756775
- Just Pretend. Freedom From Religion Foundation. ISBN 978-1877733055.
- Losing Faith in Faith: From Preacher to Atheist (1992), ISBN 1-877733-07-5
- Maybe Yes, Maybe No: A Guide for Young Skeptics (1990), Prometheus Books, ISBN 0879756071

### Компакт-диски
- Night at Nakoma
- Friendly Neighborhood Atheist (2002)
- Beware of Dogma (2004)
- Adrift On A Star (2013)